# Ptolomeo de Mauritania

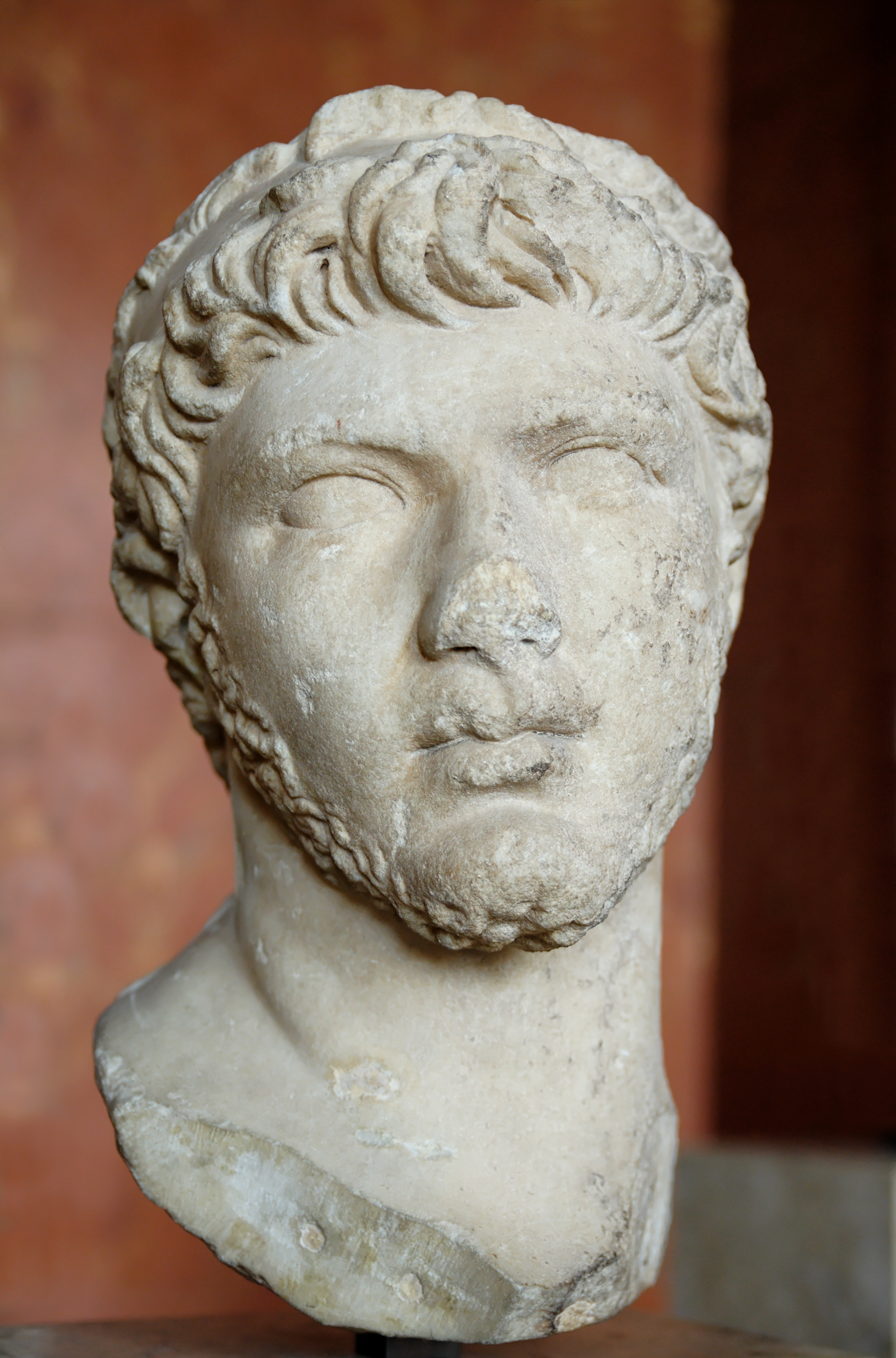
Busto de Ptolomeo de Mauritania, c. 30–40, Museo del Louvre, encontrado en el yacimiento de Iol Caesarea, capital del reino de Mauritania.

Ptolomeo de Mauritania (Cesárea, 1 a. C. - Roma, 40 d. C.) fue el último rey de Mauritania entre los años 23 y 40. Tenía ascendencia bereber (mauri) por su padre, y ascendencia griega y romana por su madre.

## Orígenes y primeros años
Ptolomeo fue el único hijo varón del rey Juba II y de la reina Cleopatra Selene II. A su vez, Juba era el hijo del rey Juba I, el rey bereber de Numidia que luchó del lado de Pompeyo contra César en la Guerra Civil. Cleopatra Selene II era hija de la reina Cleopatra VII, la última reina de la dinastía grecomacedonia de los ptolomeos, y de Marco Antonio. A través de Marco Antonio, Ptolomeo descendía de la gens Antonia, así como un pariente lejano de Julio César y de la dinastía Julio-Claudia. Del mismo modo, era primo del emperador Claudio y primo segundo de los emperadores Calígula y Nerón. Junto con su hermana Drusila, recibió una educación romana.

## Reinado
En el año 19, su padre, ya anciano, lo asoció al trono y en 23, cuando este murió, Ptolomeo se convirtió en soberano.
En el año 24, Ptolomeo ayudó decisivamente al gobernador de la provincia romana de África, Publio Dolabela, para poner fin a una larga guerra con las tribus locales numidas y garamantes, dirigidas por los Tacfarinas, y  que asolaban el África romana desde el año 17. Aunque los rebeldes fueron finalmente derrotados, ambas partes sufrieron un alto número de pérdidas, tanto en caballería como en infantería.
El Senado romano, reconociendo la leal conducta del rey mauritano, le otorgó un cetro de marfil, una túnica triunfal bordada y le saludaron como rey, aliado y amigo. Estas muestras de reconocimiento eran una antigua tradición romana que fue revivida por el Senado.
Ptolomeo tomó por esposa a Julia Urania, una mujer siria perteneciente probablemente a la familia real de Emesa. Su única hija conocida, llamada como su hermana Drusila, nació entre los años 37 y 39 y fue la primera esposa que tuvo el gobernador de Judea, Marco Antonio Félix. Pronto se divorciaron y Drusila se casó en 56 con Sohaemo (Sohaemus), pariente lejano por parte de madre y rey-sacerdote de la ciudad de Emesa desde 54 hasta su muerte en 73. Tuvieron un único hijo, Cayo Julio Aexio, que sucedió a su padre como rey y sumo-sacerdote del dios El-Gabal. La reina Zenobia de Palmira decía descender de él.

## Arresto y ejecución
En el año 40, el emperador Calígula invitó a Ptolomeo a visitar Roma. Le recibió con los honores apropiados. Según Suetonio, en Vidas de los doce césares, en una ocasión en la que Ptolomeo acudió al anfiteatro durante un espectáculo de gladiadores, vestía una capa púrpura que atrajo la admiración del público. Celoso, Calígula ordenó su ejecución. Tras su muerte, Calígula se anexionó el reino. Más allá de las razones anecdóticas apuntadas por Suetonio, algunos autores han explicado el asesinato de Ptolomeo y anexión de su reino a una respuesta romana a la existencia de problemas internos en el reino y como un medio de garantizar la seguridad del país y de las provincias limítrofes. Sin embargo, otros autores han negado tales problemas, afirmando simplemente que en época de Calígula habían desaparecido los impedimentos para la anexión que existían en la época de Augusto, cuando cedió Mauritania a Juba II, que era el de poner en peligro a otras partes del imperio.
Tras sofocar una revuelta liderada por Aedemón, liberto de Ptolomeo, el reino fue organizado definitivamente por Claudio en dos provincias: Mauritania Tingitana y Mauritania Cesariense.
Su muerte puso fin a la estirpe de los Ptolomeos. Ptolomeo de Mauritania fue el último monarca en reinar con dicho nombre y también el último rey de estirpe númida.